# Måleinstrument
Et måleinstrument er en genstand der bruges til at måle aktiviteten at sammenligne fysiske størrelser fra den virkelige verdens objekter og fænomener. Etablerede standardobjekter og hændelser bliver anvendt til måleenheder, og måleresultaterne opgivet som tal giver forholdet mellem genstanden, der undersøges, og referenceenheden. Disse bruges især indefor fysik, kemi, ingeniørvidenskab og anden form for naturvidenskab. Alle måleinstrumenter har en varierende grad af måleunøjagtighed.
Videnskabsfolk og ingeniører anvender mange forskellige instrumenter til at fortage målinger med. Dette strækker sig fra simple linealer og stopure til elektronmikroskoper og partikelacceleratorer. Virtual instrumentation anvendes ved udviklingen af moderne instrumenter.